# Konstantinos VIII
Konstantinos VIII (tiếng Hy Lạp: Κωνσταντίνος Η΄, Kōnstantinos VIII) (960 – 11 tháng 11, 1028) là Hoàng đế Đông La Mã trị vì từ ngày 15 tháng 12 năm 1025 cho đến khi ông qua đời. Ông là con trai của Hoàng đế Romanos II và Hoàng hậu Theophano và cũng là em của Basil II nổi tiếng, do không có con cái nối dõi nên ông đành trao lại quyền trị quốc của đế chế vào tay hoàng đệ.

## Gia đình
Hồi còn trẻ, Konstantinos VIII đã được cha cho đính hôn với con gái của Hoàng đế Boris II của Bulgaria, nhưng cuối cùng ông lại kết hôn với một nhà quý tộc Byzantine tên là Helena, con gái của Alypius. Họ có với nhau ba cô con gái: Eudokia, sau thành một nữ tu, Zoe, hoàng hậu tương lai và Theodora.

## Triều đại
Konstantinos VIII đã được phụ hoàng đội vương miện cùng với hoàng huynh vào năm 962 khi ông còn là một đứa trẻ. Tuy nhiên, đối với khoảng 63 trên 68 năm trong cuộc đời mình, ông hầu như bị che khuất bởi các vị hoàng đế khác, bao gồm Nikephoros II Phokas, Ioannes I Tzimiskes và Basil II. Ngay cả khi anh trai của ông đã trở thành vị hoàng đế cấp cao, Konstantinos chỉ hoàn toàn thỏa mãn để tận hưởng tất cả những đặc quyền đặc lợi trong triều mà chẳng thèm quan tâm đến việc trị quốc. Nhân dịp triều đình có động loạn, Konstantinos bèn tham gia vào các chiến dịch của hoàng huynh chống lại đám quý tộc nổi loạn. Năm 989, ông đóng vai trò là người hòa giải giữa Basil II và Bardas Skleros. Mặt khác ông lại dành phần lớn đời mình trong việc tìm kiếm niềm vui và giải trí, bao gồm làm khán giả cổ vũ môn thể thao tại Trường đua ngựa Constantinopolis, hoặc tiêu khiển với thú cưỡi ngựa và săn bắn.
Khi Basil II qua đời vào ngày 15 tháng 12 năm 1025, Konstantinos cuối cùng đã trở thành hoàng đế duy nhất, trị vì được gần ba năm trước khi mất vào ngày 11 tháng 11 năm 1028.

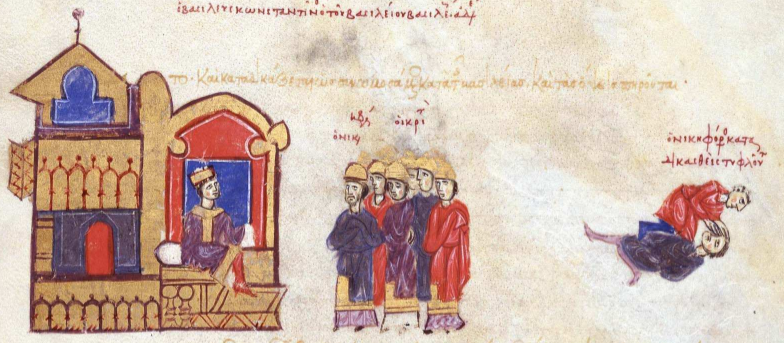
Hoàng đế Konstantinos VIII (trái) ra lệnh chọc mù mắt Nikephoros Komnenos (phải), tiểu họa từ cuốn Madrid Skylitzes.

## Trị vì
Konstantinos có cơ thể cao to và phong nhã thì Basil lại lùn tịt và chắc nịch. Ông còn là một kỵ sĩ cừ khôi. Vào thời điểm lên ngôi hoàng đế, ông đã mắc bệnh gút mãn tính và hầu như không thể đi lại được. Triều đại của ông là một thảm họa vì ông thiếu dũng khí và sự hiểu biết chính trị. Ông đã phản ứng với mọi thách thức với sự tàn ác bốc đồng, khủng bố đám quý tộc kiêu ngạo và bị cáo buộc đã ra lệnh xử tử hoặc tùng xẻo hàng trăm người vô tội. Konstantinos luôn thích làm những gì mình muốn như săn bắn, ăn uống no nê, và tận hưởng cuộc sống cốt để tránh xa việc quốc gia đại sự càng nhiều càng tốt. Ông còn thể hiện năng lực yếu kém qua việc bổ nhiệm quan lại. Trong vòng vài tháng, bộ luật đất đai của Basil II đã bị xóa bỏ dưới áp lực của tầng lớp quý tộc Anatolia (gọi là dynatoi), mặc dù Konstantinos đã triệt hạ giới quý tộc khi phát hiện âm mưu soán ngôi của họ.
Cũng giống như hoàng huynh Basil, Konstantinos qua đời mà không có người thừa kế nam. Đế chế do đó đã được truyền lại cho hoàng nữ Zoe, mà ông đã gả cho Romanos Argyros.